# Chop Shop Records
Chop Shop Records est un label de musique américain partenaire d'Atlantic Records. Créé par Alexandra Patsavas, il travaille avec des artistes de rock indépendant ou de pop indépendante qui ne sont pas sous contrat ou alors en contrat avec de petits labels.

## Artistes actuellement sous contrat
- Anya Marina
- Mackintosh Braun
- Marina & the Diamonds
- Scars on 45
- The Little Ones
- The Republic Tigers